# Raimia
Raimia ist eine Ortschaft im Suco Hera (Verwaltungsamt Cristo Rei, Gemeinde Dili). Sie gehört zur Aldeia Acanuno. Trotz ihrer Nähe zur Nordküste der Insel Timor liegt Raimia bereits in einer Meereshöhe von 71 m. Westlich befindet sich die Landeshauptstadt Dili, östlich der Ort Hera.
Die Häuser verteilen sich lose entlang der Straße nach Acanuno, dem Zentrum der Aldeia, und einem Flussbett eines Seitenarms des Quik, der aber nur in der Regenzeit Wasser führt. Östlich von Raimia befindet sich eine Tagebau. In die andere Richtung, nach Südwesten führt die Straße in das Dorf Fatuahi (Suco Camea).